# Robert Horvitz
Robert Horvitz, né le 8 mai 1947 à Chicago dans l'Illinois aux États-Unis, est un biologiste américain. Il reçoit le prix Nobel de physiologie ou médecine en 2002 pour ses travaux sur l'apoptose.

## Biographie
Robert Horvitz soutient sa thèse de l'université Harvard en 1974.
En 2002, il reçoit, avec Sydney Brenner et John Sulston, le prix Nobel de physiologie ou médecine pour ses travaux sur l'apoptose chez le nématode.

## Apports scientifiques
Étude du gène CED chez le ver nématode.